# Centropyge boylei
El pez ángel enano Centropyge boylei es un pez marino, de la familia de los Pomacanthidae. Es una especie localizada tan sólo en Rarotonga, en las islas Cook, en el Pacífico central.

## Morfología
Posee la morfología típica de su género, cuerpo ovalado y comprimido lateralmente, y aletas redondeadas.  La coloración es rojo anaranjada en el cuerpo, con 5 barras blancas verticales que recorren el cuerpo, entre el principio de la aleta dorsal y la aleta anal. Estas barras tienen un ancho de, alrededor, de un tercio del ancho de los espacios rojos entre ellas. La parte anterior de la cabeza y la boca son blancas, y, la aleta caudal también blanca.
Tiene 13 espinas dorsales, entre 19 y 20 radios blandos dorsales, 3 espinas anales, 18 o 19 radios blandos anales, y 15 radios blandos en las aletas pectorales.
Alcanza los 7 cm de largo.

## Hábitat y distribución
Es una especie de aguas profundas, su rango de profundidad está entre 53 y 120 metros.
Son demersales y suelen encontrarse en fondos rocosos, simas, pequeñas cuevas y laderas exteriores de arrecifes.
Se distribuye en el océano Pacífico central, siendo especie nativa de Rarotonga, en las islas Cook. Probablemente se encuentre también en otras zonas del Pacífico, ya que, su localización a profundidades considerables, ha imposibilitado su visualización.